# Busovača
Busovača är en ort i Bosnien och Hercegovina.   Den ligger i entiteten Federationen Bosnien och Hercegovina, i den centrala delen av landet, 50 km nordväst om huvudstaden Sarajevo. Busovača ligger 393 meter över havet och antalet invånare är 4 776.
Terrängen runt Busovača är varierad. Busovača ligger nere i en dal.Runt Busovača är det ganska tätbefolkat, med 93 invånare per kvadratkilometer.. Närmaste större samhälle är Zenica, 11,7 km norr om Busovača.
Omgivningarna runt Busovača är en mosaik av jordbruksmark och naturlig växtlighet.